# Eutichurus luridus
Eutichurus luridus là một loài nhện trong họ Miturgidae.
Loài này thuộc chi Eutichurus. Eutichurus luridus được Eugène Simon miêu tả năm 1897.